# Ørn
En ørn er en generel betegnelse for en stor rovfugl med kraftigt næb, stærke kløer og stort vingefang. Der findes omkring 80 fuglearter i verden, der på dansk betegnes som ørne. De fleste af disse findes i Eurasien og Afrika. Alle ørne, på nær fiskeørn, tilhører høgefamilien, men er i øvrigt ikke altid nært beslægtede. Store rovfugle, der især lever af ådsler og ofte har skaldet hoved, kaldes derimod gribbe.
Ørne har særdeles skarpt syn, især på grund af ekstremt store pupiller, som betyder en meget lille diffraktion af det indkomne lys. De kan således få øje på byttedyr fra stor højde. Det stærke, krumme næb anvendes til at løsrive kød fra byttet. Ørne bliver ligesom falke brugt som jagtfugle, og blandt disse regnes kongeørnen som den fineste, fordi den kan slå ned på så store dyr som ræve.

## Danske ørne
Efter i mange år at have været forsvundet fra den danske natur, yngler nu både kongeørn og havørn i Danmark. Havørnen er den almindeligste med 72 registrerede ynglepar i 2015, mens kongeørn yngler i området nær Lille Vildmose i Jylland. Også fiskeørn findes sjældent i Danmark, med 5 ynglepar i 2015.
Endnu i dag er flere ørne truede dyr. De reproducerer sig langsomt, og populationerne har derfor svært ved at komme op igen efter udbredt jagt på dem. Derudover er ørnene langt oppe i fødekæden, og opsamler derfor store mængder miljøgifte.

## Ørnen i kulturen
Ørne dukker ofte op i litteratur og myter. De farlige og majestætiske fugle bruges også som symbol for flere lande og byer.

### Ørnen som herskersymbol
De ptolemæiske herskere i Egypten brugte fuglen i deres segl.
Ørnen var Zeus' og Jupiters fugl i græsk og romersk gudelære. Romerne brugte ørnen som symbol for deres hær og rige.

### Moderne brug af ørnesymbolet
Shqipëria, Ørnelandet, på dansk kendt som Albanien, bruger fuglen som nationalt symbol, og i lighed med Moldova har de en ørn i flaget. Polen, Moldova og Rumænien bruger også ørnen i rigsvåbenet.
Ørnen er eller har været nationalt eller kongeligt symbol for Preussen, Østrig, Zar-Rusland og Sverige. Til Sverige kom symbolet gennem Bernadotteslægten, efter at Napoleon havde genoptaget brugen af ørnen som feltsymbol.
Mens europæisk brug af ørne som hovedregel handler om kongeørnen, har andre lande taget andre mægtige ørnearter i brug som symbol. Filippinernes nationalfugl er den truede abeørn, mens USA bruger den hvidhovedede havørn som nationalt symbol.

## Ørne og oprindelige folk i Nordamerika
For mange oprindelige folk i Nordamerika var ørnene hellige fugle, som man skulle nærme sig med forsigtighed. Fjerene blev brugt i bl.a. fjerprydelser og til dekoration af hellige genstande. Vinger kom i brug som store vifter. En måde at skaffe sig ørnefjer på var at fange ørne fra tilslørede fangsthuller.